# Carabinieri genovesi
I Carabinieri genovesi (poi Bersaglieri genovesi) furono una unità militare di volontari durante il Risorgimento italiano.

## Storia
Una compagnia di duecento volontari fu formata a Genova nel 1859 allo scoppio della seconda guerra d'indipendenza italiana contro l'Austria con i soci della Società di Tiro Nazionale fondata nel 1852. Una cinquantina di essi furono incorporati nel 2º Battaglione del 3º Reggimento dei Cacciatori delle Alpi. Il Battaglione era comandato da Nino Bixio e il Reggimento da  Nicola Ardoino.
Nel 1859 si batterono eroicamente contro gli austriaci a Malnate, San Fermo, Varese, Como e allo Stelvio. A Malnate, dove si batterono in 20 contro 400 austriaci, perse la vita Antonio Rollero e la formazione veniva segnalata, per il valore dimostrato, nell'ordine del giorno. A San Fermo riuscirono a mettere in fuga le truppe nemiche.

### Icarabinierigenovesi
Dopo la guerra la compagnia si sciolse, ma il mazziniano Antonio Mosto il 5 maggio 1860, fornì trentadue (37 secondo Giuseppe Cesare Abba) di essi di moderne carabine (da qui il nome, non provenendo infatti dai Reali Carabinieri) e partirono al suo comando da Quarto coi Mille.
Assegnati alla 7ª Compagnia guidata da Benedetto Cairoli parteciparono allo sbarco a Marsala, in seguito nella battaglia di Calatafimi ebbero cinque morti e dieci feriti. Durante l'insurrezione di Palermo entrarono in città per il ponte dell'Ammiraglio e porta Termini e furono citati all'ordine del giorno per il combattimento al monastero dei Benedettini.
Aumentati al numero di ottantacinque, parteciparono alla battaglia di Milazzo ove ebbero otto morti e trentasette feriti. Sbarcati, il 19 agosto del 1860, a Melito con Garibaldi combatterono contro le brigate borboniche Melendez e Briganti. Alla metà di settembre furono inviati a Santa Maria Capua Vetere per prendere parte all'assedio di Capua e il 1º ottobre si batterono al Volturno.

### Ibersaglierigenovesi
Nel 1861 furono sciolti, ma nel 1866 con lo scoppio della terza guerra d'indipendenza italiana, il maggiore Antonio Mosto  fu autorizzato a creare un corpo composto da molti dei vecchi Carabinieri genovesi e da giovani volontari provenienti dallo stesso territorio, denominato dei "Bersaglieri volontari". Inquadrati nel 1º Battaglione bersaglieri, risposero di nuovo all'appello di Garibaldi con il quale combatterono valorosamente a Monte Suello ed a Bezzecca. Non portavano il cappello piumato, ma un berretto con visiera.
Nel 1867 qualcuno di essi fu a Mentana e a Monterotondo contro francesi e Pontifici.